# Rogda (sockenhuvudort i Kina, Tibet Autonomous Region, lat 31,68, long 93,86)
Rogda (kinesiska: Ruoda, 若达, Songka, 松喀, 若达乡) är en sockenhuvudort i Kina. Den ligger i den autonoma regionen Tibet, i den sydvästra delen av landet, omkring 340 kilometer nordost om regionhuvudstaden Lhasa. Antalet invånare är 2 695. Befolkningen består av 1 367 kvinnor och 1 328 män. Barn under 15 år utgör 38 %, vuxna 15-64 år 55 %, och äldre över 65 år 6,0 %.
Runt Rogda är det mycket glesbefolkat, med 6 invånare per kvadratkilometer. Rogda är det största samhället i trakten. Trakten runt Rogda består i huvudsak av gräsmarker.
Genomsnittlig årsnederbörd är 970 millimeter. Den regnigaste månaden är juni, med i genomsnitt 224 mm nederbörd, och den torraste är december, med 5 mm nederbörd.